# Гібенах
Гібенах (нім. Giebenach) — громада  в Швейцарії в кантоні Базель-Ланд, округ Лісталь.

## Географія
Громада розташована на відстані близько 70 км на північ від Берна, 5 км на північ від Лісталя.
Гібенах має площу 1,3 км², з яких на 24,8% дозволяється будівництво (житлове та будівництво доріг), 57,1% використовуються в сільськогосподарських цілях, 18% зайнято лісами, 0% не є продуктивними (річки, льодовики або гори).

## Демографія
2019 року в громаді мешкало 1051 особа (+6,6% порівняно з 2010 роком), іноземців було 22,1%. Густота населення становила 784 осіб/км².
За віковим діапазоном населення розподілялося таким чином: 19,3% — особи молодші 20 років, 61,4% — особи у віці 20—64 років, 19,3% — особи у віці 65 років та старші. Було 442 помешкань (у середньому 2,4 особи в помешканні).
Із загальної кількості 211 працюючого 7 було зайнятих в первинному секторі, 97 — в обробній промисловості, 107 — в галузі послуг.